# Sydney to the Max
Sydney to the Max ist eine US-amerikanische Jugendserie, die von Mark Reisman geschaffen wurde. Die Premiere der Serie fand am 25. Januar 2019 auf dem US-amerikanischen Disney Channel statt.

## Handlung
Sydney Reynolds ist ein 12-jähriges Mädchen aus Portland, Oregon. Sie lebt zusammen mit ihrem Vater Max und ihrer Großmutter Judy. Mit ihrer Freundin Olive durchlebt sie die üblichen Probleme in der Middle School. Jedoch helfen die Rückblenden aus der Schulzeit ihres Vaters, ihren Schulalltag weniger chaotisch zu machen.

## Produktion
Am 6. September 2018 gab der Disney Channel grünes Licht für die Produktion der Serie. Im November 2018 kündigte der Sender an, dass die Serie ab dem 25. Januar 2019 ausgestrahlt wird. Eine zweite Staffel wurde am 23. Mai 2019 bestellt. Bereits vor der Ausstrahlung der zweiten Staffel, wurde eine dritte Staffel der Serie bestellt. Am 1. April 2022 wurde berichtet, dass die Produktion der Serie nach der dritten Staffel abgeschlossen wurde und die letzte Folge am 26. November 2021 ausgestrahlt wurde.

## Besetzung und Synchronisation
Die deutschsprachige Synchronisation entstand nach den Dialogbüchern von Sebastian Römer sowie unter der Dialogregie von Karin Grüger durch die Synchronfirma SDI Media Germany in Berlin.

### Hauptdarsteller
| Rolle               | Schauspieler       | Hauptrolle (Folgen) | Synchronsprecher    |
| ------------------- | ------------------ | ------------------- | ------------------- |
| Sydney Reynolds     | Ruth Righi         | 1.01–3.21           | Magdalena Montasser |
| Olive               | Ava Kolker         | 1.01–3.21           | Léa Mariage         |
| Max Reynolds        | Ian Reed Kesler    | 1.01–3.21           | Fabian Oscar Wien   |
| Max Reynolds (jung) | Jackson Dollinger  | 1.01–3.21           | Ben Ziegenbein      |
| Leo                 | Christian J. Simon | 1.01–3.21           | Silas Schubert      |
| Judy                | Caroline Rhea      | 1.01–3.21           | Sabine Arnhold      |

### Nebendarsteller
| Rolle                  | Schauspieler     | Nebenrolle (Folgen)                      | Synchronsprecher  |
| ---------------------- | ---------------- | ---------------------------------------- | ----------------- |
| Don                    | Eric Petersen    | 1.02, 1.04, 1.10                         | Thomas Schmuckert |
| Iggy                   | Reid Shapiro     | 1.03, 1.10, 1.13                         | Dennis Sandmann   |
| Mrs. Harris            | Melissa Peterman | 1.07, 1.17, 2.08                         | Agnes Hilpert     |
| Vice Principal Virmani | Rizwan Manji     | 1.08, 1.21, 2.08, 2.13, 2.21, 3.02, 3.11 | Christian Intorp  |
| Emmy Mendoza           | Julia Garcia     | 1.10–3.14                                | Anni C. Salander  |
| Sophia                 | Amelia Wray      | 1.10–3.14                                | Isabella Vinet    |
| Mr. Tanaka             | Aaron Takahashi  | 1.18, 1.19, 1.21, 2.12                   | Dirk Bublies      |
| Grandma Maya           | Carlease Burke   | 1.19, 3.07, 3.20                         | Martina Treger    |
| Angela                 | Ginifer King     | 1.21, 2.04, 2.17                         | Victoria Sturm    |

### Gastdarsteller
| Rolle       | Schauspieler    | Gastrolle (Folgen) | Synchronsprecher          |
| ----------- | --------------- | ------------------ | ------------------------- |
| Gia         | Frances Callier | 1.01               | Karin Grüger              |
| Ms. Taylor  | Lauren Plaxco   | 1.04, 1.15         | Sabine Mazay              |
| Hudson      | Max Jimenez     | 1.04               | Nando Schmitz             |
| Brittany    | Siena Agudong   | 1.08               | Zalina Sanchez Decke      |
| Miles       | Keyon Bowman    | 1.08               | Tom Raczko                |
| Robyn       | Symera Jackson  | 1.09               | Ronja Peters              |
| Maggie      | Kelly Frye      | 1.11               | Saskia Glück              |
| Athena      | Liesel Kopp     | 1.12               | Ilka Willner              |
| LJ          | Joachim Powell  | 1.14               | Oliver Szerkus            |
| Tomás       | Carlos Acuña    | 1.15               | Sebastian Christoph Jacob |
| Chet        | Scott Connors   | 1.16               | Thomas Schmuckert         |
| Abby        | Kara Crane      | 1.17               | Anja Nestler              |
| Chad        | Brekkan Spens   | 1.18               | Vincent Borko             |
| Mrs. Chavez | Erin Pineda     | 1.19               | Diana Borgwardt           |
| Gretchen    | Emily Churchill | 1.20               | Tanja Schmitz             |

## Episodenliste

### Staffel 1
| Nr. (ges.) | Nr. (St.) | Deutscher Titel                         | Originaltitel                      | Erstausstrahlung (USA) | Deutschsprachige Erstveröffentlichung (D/A/CH) | Regie              | Drehbuch                                                      |
| ---------- | --------- | --------------------------------------- | ---------------------------------- | ---------------------- | ---------------------------------------------- | ------------------ | ------------------------------------------------------------- |
| 1          | 1         | Die siebte Klasse                       | Can’t Dye This                     | 25. Jan. 2019          | —                                              | David Kendall      | Mark Reisman                                                  |
| 2          | 2         | Auf den Hund gekommen                   | Who Let the Dogs In?               | 1. Feb. 2019           | —                                              | David Kendall      | Gary Murphy                                                   |
| 3          | 3         | Vertrauen ist gut, Kontrolle ist besser | The Parent Track                   | 8. Feb. 2019           | —                                              | David Kendall      | Patrice Asuncion & Nick Rossitto                              |
| 4          | 4         | Die besten Babysitter aller Zeiten      | Adventures in Babe-Sitting         | 22. Feb. 2019          | —                                              | Robbie Countryman  | Denise Moss                                                   |
| 5          | 5         | Haarscharf abrasiert                    | Shaved by the Bell                 | 1. März 2019           | —                                              | David Kendall      | Mark Reisman                                                  |
| 6          | 6         | Schwestern!                             | I Know What You Did Last Sleepover | 8. März 2019           | —                                              | Danielle Fishel    | Eric Zimmerman & Kirill Baru                                  |
| 7          | 7         | Die Jagd nach guten Zensuren            | Good Grade Hunting                 | 15. März 2019          | —                                              | Robbie Countryman  | Maegan McConnell & Heather Wood                               |
| 8          | 8         | Chancengleichheit                       | You’ve Got Female                  | 22. März 2019          | —                                              | David Kendall      | Denise Moss                                                   |
| 9          | 9         | Die Regeln der Freundschaft             | The Lyin’ King                     | 29. März 2019          | —                                              | Wendy Faraone      | Eric Zimmerman & Kirill Baru                                  |
| 10         | 10        | Der Kellerausbau                        | Caved and Confused                 | 5. Apr. 2019           | —                                              | Jon Rosenbaum      | Nick Rossitto & Patrice Asuncion                              |
| 11         | 11        | Max und Maggie                          | Can’t Hardly Date                  | 12. Apr. 2019          | —                                              | Jon Rosenbaum      | Gary Murphy                                                   |
| 12         | 12        | Verkauf mit Hindernissen                | Little Shop of Reynolds            | 19. Apr. 2019          | —                                              | Jon Rosenbaum      | Eric Zimmerman & Kirill Baru                                  |
| 13         | 13        | Die Schatzmeisterin und der Supertänzer | Dude, Where’s My Car Wash Money?   | 23. Apr. 2019          | —                                              | Danielle Fishel    | Patrice Asuncion & Nick Rossitto                              |
| 14         | 14        | Für immer beste Freunde                 | As Bad as She Gets                 | 18. Juni 2019          | —                                              | Danielle Fishel    | Denise Moss                                                   |
| 15         | 15        | Vier Amigas                             | There’s Something About Zack       | 25. Juni 2019          | —                                              | David Kendall      | Gary Murphy                                                   |
| 16         | 16        | Der Vater-Tochter-Ball                  | Nuthin’ but a Dance Thing          | 2. Juli 2019           | —                                              | Jody Margolin Hahn | Denise Moss                                                   |
| 17         | 17        | Ohrlöcher und Superhelden               | Never Been Pierced                 | 9. Juli 2019           | —                                              | Jody Margolin Hahn | Maegan McConnell & Heather Wood                               |
| 18         | 18        | Albtraum in die Vergangenheit           | Nightmare on Syd Street            | 16. Juli 2019          | —                                              | Ian Reed Kesler    | Kirill Baru & Eric Zimmerman                                  |
| 19         | 19        | Zwei Omas und eine Make-up Party        | Mo’ Grandmas, Mo’ Problems         | 16. Juli 2019          | —                                              | Danielle Fishel    | Nick Rossitto & Patrice Asuncion                              |
| 20         | 20        | In den Balletschuhen der Mutter         | Dancin’ the Vida Loca              | 23. Juli 2019          | —                                              | David Kendall      | Gary Murphy                                                   |
| 21         | 21        | Das Handyverbot                         | How Sydney Got Her Phone Back      | 23. Juli 2019          | —                                              | Robbie Countryman  | Eric Zimmerman, Kirill Baru, Patrice Asuncion & Nick Rossitto |

### Staffel 2
| Nr. (ges.) | Nr. (St.) | Deutscher Titel | Originaltitel               | Erstausstrahlung (USA) | Deutschsprachige Erstveröffentlichung (D/A/CH) | Regie              | Drehbuch                         |
| ---------- | --------- | --------------- | --------------------------- | ---------------------- | ---------------------------------------------- | ------------------ | -------------------------------- |
| 22         | 1         | —               | How the Syd Stole Christmas | 13. Dez. 2019          | —                                              | Robbie Countryman  | Nick Rossitto & Patrice Asuncion |
| 23         | 2         | —               | Father of the Bride         | 23. März 2020          | —                                              | Robbie Countryman  | Mark Reisman                     |
| 24         | 3         | —               | Sister Pact                 | 24. März 2020          | —                                              | Jon Rosenbaum      | Emily Hirshey                    |
| 25         | 4         | —               | Night Not at the Museum     | 25. März 2020          | —                                              | Robbie Countryman  | Gary Murphy                      |
| 26         | 5         | —               | Going the Green Mile        | 26. März 2020          | —                                              | Jon Rosenbaum      | Denise Moss                      |
| 27         | 6         | —               | Girlz II Women              | 27. März 2020          | —                                              | Jody Margolin Hahn | Cailan Rose                      |
| 28         | 7         | —               | Baby One More Rhyme         | 3. Apr. 2020           | —                                              | Jody Margolin Hahn | Patrice Asuncion & Nick Rossito  |
| 29         | 8         | —               | Mrs. Harris’ Opus           | 10. Apr. 2020          | —                                              | Raven-Symoné       | Nick Rossitto & Patrice Asuncion |
| 30         | 9         | —               | The Lunch Club              | 1. Juni 2020           | —                                              | Kelly Park         | Cailan Rose                      |
| 31         | 10        | —               | Boy Meets Dad               | 2. Juni 2020           | —                                              | Jody Margolin Hahn | Denise Moss                      |
| 32         | 11        | —               | Slurping with the Enemy     | 3. Juni 2020           | —                                              | Kelly Park         | Eric Zimmerman & Kirill Baru     |
| 33         | 12        | —               | What’s My Grade Again?      | 4. Juni 2020           | —                                              | Caroline Rhea      | Emily Hirshey                    |
| 34         | 13        | —               | Crush Hour                  | 5. Juni 2020           | —                                              | Robbie Countryman  | Gary Murphy                      |
| 35         | 14        | —               | Bummer Rental               | 12. Juni 2020          | —                                              | Danielle Fishel    | Kirill Baru & Eric Zimmerman     |
| 36         | 15        | —               | My Best Friends’ Ending     | 19. Juni 2020          | —                                              | Jon Rosenbaum      | Kirill Baru & Eric Zimmerman     |
| 37         | 16        | —               | Sing It On                  | 26. Juni 2020          | —                                              | David Kendall      | Aaron Wiener                     |
| 38         | 17        | —               | Rock the Float!             | 17. Juli 2020          | —                                              | David Kendall      | Cailan Rose                      |
| 39         | 18        | —               | The Big Rozalski            | 24. Juli 2020          | —                                              | Ian Reed Kesler    | Maegan McConnell & Heather Wood  |
| 40         | 19        | —               | When Harry Met Sydney       | 7. Aug. 2020           | —                                              | Danielle Fishel    | Emily Hirshey                    |
| 41         | 20        | —               | Look Who’s Rocking          | 14. Aug. 2020          | —                                              | Danielle Fishel    | Gary Murphy                      |
| 42         | 21        | —               | Thirteen Candles            | 21. Aug. 2020          | —                                              | Jon Rosenbaum      | Denise Moss                      |

### Staffel 3
| Nr. (ges.) | Nr. (St.) | Deutscher Titel | Originaltitel                 | Erstausstrahlung (USA) | Deutschsprachige Erstveröffentlichung (D/A/CH) | Regie                 | Drehbuch                         |
| ---------- | --------- | --------------- | ----------------------------- | ---------------------- | ---------------------------------------------- | --------------------- | -------------------------------- |
| 43         | 1         | —               | Tearin’ Up My Room            | 19. März 2021          | —                                              | Robbie Countryman     | Denise Moss                      |
| 44         | 2         | —               | A Good Few Mentors            | 26. März 2021          | —                                              | Robbie Countryman     | Gary Murphy                      |
| 45         | 3         | —               | He’s All That                 | 2. Apr. 2021           | —                                              | Robbie Countryman     | Emily Hirshey                    |
| 46         | 4         | —               | Three Amigas and a Harry      | 9. Apr. 2021           | —                                              | Danielle Fishel       | Kirill Baru & Eric Zimmerman     |
| 47         | 5         | —               | Boy Story                     | 16. Apr. 2021          | —                                              | Danielle Fishel       | Nick Rossitto & Patrice Asuncion |
| 48         | 6         | —               | My Own First Enemies          | 23. Apr. 2021          | —                                              | Danielle Fishel       | Cailan Rose                      |
| 49         | 7         | —               | The Hair Switch Project       | 30. Apr. 2021          | —                                              | Morenike Joela        | Kourtney Richard                 |
| 50         | 8         | —               | The Bat Mitzvah Planner       | 7. Mai 2021            | —                                              | David Kendall         | Mark Reisman                     |
| 51         | 9         | —               | Man! I Feel Like a Genius     | 14. Mai 2021           | —                                              | Jon Rosenbaum         | Gary Murphy                      |
| 52         | 10        | —               | What’s Eating Olive Rozalski? | 4. Juni 2021           | —                                              | Morenike Joela        | Eric Zimmerman & Kirill Baru     |
| 53         | 11        | —               | Do the Write Thing            | 11. Juni 2021          | —                                              | Raven-Symoné          | Patrice Asuncion & Nick Rossitto |
| 54         | 12        | —               | Cool Intensions               | 18. Juni 2021          | —                                              | Ian Reed Kesler       | Denise Moss                      |
| 55         | 13        | —               | A Crush of Their Own          | 25. Juni 2021          | —                                              | David Kendall         | Emily Hirshey                    |
| 56         | 14        | —               | The Hunt for the Rad October  | 8. Okt. 2021           | —                                              | Jon Rosenbaum         | Aaron Weiner                     |
| 57         | 15        | —               | Jingled Out                   | 15. Okt. 2021          | —                                              | Caroline Rhea         | Cailan Rose                      |
| 58         | 16        | —               | Honey, You Shrunk the Fit     | 22. Okt. 2021          | —                                              | Danielle Fishel       | Patrice Asuncion & Nick Rossitto |
| 59         | 17        | —               | Family Buy                    | 29. Okt. 2021          | —                                              | Leonard R. Garner Jr. | Denise Moss & Gary Murphy        |
| 60         | 18        | —               | My Cousin Lexi                | 5. Nov. 2021           | —                                              | Raven-Symoné          | Kourtney Richard                 |
| 61         | 19        | —               | Praise Your Voice             | 12. Nov. 2021          | —                                              | Robbie Countryman     | Cailan Rose                      |
| 62         | 20        | —               | Pie Hard                      | 19. Nov. 2021          | —                                              | Jody Margolin Hahn    | Emily Hirshey                    |
| 63         | 21        | —               | Any Given Sunday Brunch       | 26. Nov. 2021          | —                                              | David Kendall         | Kirill Baru & Eric Zimmerman     |